# ジョン・カーティン
ジョン・ジョゼフ・カーティン（John Joseph Curtin、1885年1月8日 - 1945年7月5日）は、オーストラリアの政治家。第14代首相。第二次世界大戦時の首相。

## 経歴
ビクトリア州クレスウィックの出身。13歳でメルボルンに出て印刷工場で働きながら苦学した。若くしてオーストラリア労働党に入党し、1911年には労働組合の書記を務めた。第一次世界大戦最中の1916年、当時のヒューズ政権が実施した徴兵制に反対する「徴兵反対同盟」の書記になったために徴兵忌避罪及び治安妨害の疑いで3ヶ月投獄されたが、その後徴兵制が中止されたために免訴された。同年パースで労働党系のウェストラリアン・ワーカーの編集長となり、1918年には下院議員に初当選した。1924年の国際労働者会議ではオーストラリア代表となった。
終始一貫した平和主義者であったカーティンがその態度に微妙な修正を加えたのは、1935年の労働党院内総務（党首に相当する）に就任した前後の頃からであった。満州事変以後の日本の勢力拡大に警戒感を示し、党是であった軍縮路線に反して軍拡を支持する立場を示した。これには党内から猛反発を受けたが、世界恐慌後分裂含みであった労働党内部の調整を行い得たのは彼一人であったため、その地位を保つことになった。
1939年、メンジーズ統一オーストラリア党政権が第二次世界大戦におけるイギリス本国の危機に際して挙国一致内閣を結成しようとした時、カーティンはこれを断り、代わって全政党参加の軍事諮問委員会の参加を表明した。その後、オーストラリア地方党のファデンが政権を担っていたが、1941年9月になって多数派工作によって労働党が過半数を確保したことから、総督から組閣を要請された。12月に日本が真珠湾を攻撃すると、独自の判断で日本に対して宣戦布告を行った（英米では現地時間の7日に宣戦布告が行われたが、オーストラリアは時差の関係で日本と同じ8日に宣戦した）。
ところが、イギリス本国のチャーチル政権はオーストラリアが日本軍による空襲にさらされている（日本のオーストラリア空襲）にもかかわらず、イギリス本国やその植民地へのオーストラリア軍派遣を指示、これに憤慨したカーティンは1942年2月には中東にいたオーストラリア軍のビルマ戦線への移動を拒絶して本国へ帰還させてしまった。代わりに彼はアメリカに対して支援を要請した。彼はオーストラリアに逃れてきたマッカーサーを一貫して支持するとともに、当時国防大臣を兼務していた彼が軍事に疎い実情をマッカーサーに打ち明けてその助言を求めた。カーティンの名代としてイギリスに派遣された外務大臣エバットは、オーストラリアを救援しないイギリス本国に対して強硬な態度を示した。
一方、国内においては彼が一貫して反対し続けてきた徴兵制や勤労動員を導入し、徴兵された兵士を国外に派遣することを禁じた法律を改正してマッカーサーが日本に対する反攻を開始した時にオーストラリア軍が参加できるようにした。これにもっとも反対したのは他ならぬ与党労働党であったが、彼は物価統制や失業保険などの社会保険の整備を行うことで不満を抑制した。その結果、1943年の上下両院選挙では労働党が過半数を制し、カーティンは政治的自由を確保した。
1944年に入ると、カーティンは戦後のオーストラリアの経営と外交、特にイギリスとの関係の真剣に模索するようになった。彼は社会正義と個人の機会均等が実現し、国家間の戦争原因を取り除くことが重要な課題であるとして、戦後の復員計画や完全雇用の原則を維持しながら移民を受け入れていく計画を作成した。また、外交面ではエバット外務大臣とともに国際連合やANZAC協定の実現に尽くした。一方で、同年5月に行われた大英帝国首相ロンドン会議に参加してイギリス連邦への忠節を再確認することで、エバット外務大臣によって生じた齟齬を解消させるとともに、戦後のアメリカが太平洋地域において過大な力を持つことを牽制するためにイギリス海軍の太平洋地域への派遣を要請した。更に親しくしていたグロスター公を総督として招聘して実現させた。

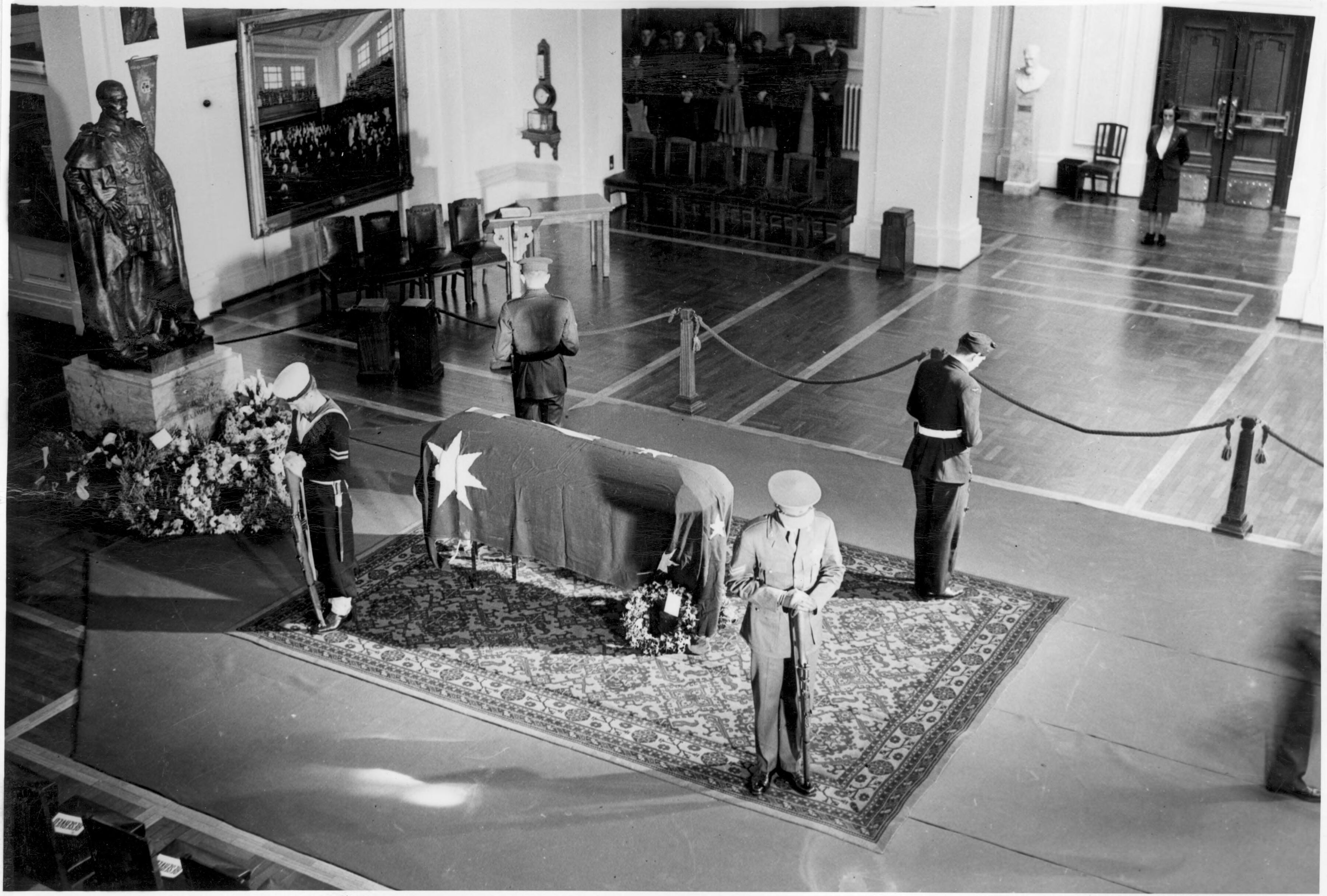
国会議事堂内に安置されたカーティンの棺

だが、帰国後に体調を崩して同年11月以後は闘病生活となった。国政にも支障をきたしたために1945年4月に財務大臣のベン・チフリーを首相代行とした。だが、7月5日、カーティンは在職のまま首都キャンベラにて死去した。ところが、首相の任命権を持つ総督グロスター公は戦時中を理由に陸軍大臣であったフランク・フォードを首相に任じたことから労働党内が混乱した。最終的に同月に実施された党首選挙でフォードがチフリーに敗れたために首相を辞任、改めてチフリーが首相に任じられた。

## ゲームへの登用
その人気と功績が認められ、ターン制ストラテジーゲーム、シヴィライゼーションVIにてオーストラリア文明の指導者に抜擢された。